# چو ها-ری
چو ها-ری (انگلیسی: Cho Ha-ri؛ زادهٔ ۲۹ ژوئیهٔ ۱۹۸۶) اسکیت‌باز سرعت اهل کره جنوبی است.